# Teddy Flack
Edwin Harold (Teddy) Flack (Londen, 5 november 1873 - Berwick, 10 januari 1935) was een Australische atleet en tennisser. Hij nam als enige Australiër deel aan de Olympische Spelen van 1896 in Athene en was zodoende de eerste Australische olympiër. Hij nam deel aan de 800, 1500 m, marathon en aan het dubbelspel van het olympische tennistoernooi.

## Biografie

### Jeugd
Flack, geboren in het Engelse Londen, was vijf jaar oud toen hij met zijn ouders naar Berwick in Australië emigreerde. Op de Melbourne grammar school van de Anglicaanse Kerk, die hij in 1892 voltooide, had hij zich verdiept in de geschiedenis van Griekenland. Flack werd daarna op de Engelse mijl en als lid van de Old Melburnians Athletics Club kampioen van New South Wales en Victoria.
Nadat hij zijn diploma had behaald, werd hij door zijn vader opgenomen in diens accountancy firma: Davey, Flack & Co. Op zijn 21e werd Teddy Flack voor zijn verdere training als accountant naar Londen gestuurd, waar hij bij Price Waterhouse (het tegenwoordige PwC) terechtkwam. Voor zijn atletiekactiviteiten sloot hij zich aan bij de London Athletic Club, want het was zijn bedoeling om tijdens zijn verblijf in Europa deel te nemen aan de Spelen in Athene.

### Onaantastbaar
Ondanks een zesdaagse, oncomfortabele reis met trein en boot, waarbij Flack werd geplaagd door zeeziekte, bleek al direct op de eerste de beste dag van de Spelen, dat er op de middellange afstanden tegen de Australiër, die aantrad in het tenue van zijn Australische vereniging, geen kruit was gewassen. Nadat hij die eerste dag zijn serie op de 800 m had gewonnen, hoefde hij enkele dagen later in de finale van dit onderdeel slechts 'af te rekenen' met twee tegenstanders, de Hongaar Nándor Dáni en de Griek Dimitrios Golemis. De eveneens gekwalificeerde Fransman Albin Lermusiaux had besloten de finale aan zich voorbij te laten gaan. Vanaf de start nam Flack direct de kop, passeerde na 400 meter in 65,5 s en hield zijn koppositie zonder moeite tot de streep toe vast. Met zijn winnende tijd van 2.11,0 bleef hij een seconde boven het in de kwalificatieronde door hem gevestigde olympische record van 2.10,0. Overigens had Flack zijn eerste olympische titel toen al op zak. Twee dagen eerder had hij op de 1500 m vanwege slechts acht inschrijvingen al direct de finale gelopen. Onder de deelnemers bevond zich ditmaal wel de Fransman Lermusiaux, die er direct na de start als een haas vandoor ging en nagenoeg de hele wedstrijd op kop lag. In de slotronde betaalde hij de tol voor deze overmoed en werd hij, uitgeblust, met gemak door Flack voorbijgelopen. De Australiër won in 4.33,2 en ook de Amerikaan Arthur Blake wist nog voorbij de Fransman te komen en werd tweede in 4.34,0. Voor Lermusiaux resteerde de bronzen medaille.

### Marathon
Hoewel hij nog nooit langer dan tien mijl aan één stuk had hardgelopen, besloot Teddy Flack op het allerlaatste moment om op 9 april 1896 ook deel te nemen aan de marathon. Het prestige van deze loop was voorshands enorm, hij werd als veruit de belangrijkste wedstrijd van de Spelen beschouwd. Overigens moet hierbij worden aangetekend, dat de marathon in Athene nog niet de tegenwoordig gangbare lengte van 42,195 km had, maar waarschijnlijk 'slechts' 40 km lang was. Onder de achttien deelnemers bevonden zich naast veertien Grieken vier buitenlanders: behalve Flack waren dat diens tegenstanders op de 1500 m Arthur Blake en Albin Lermusiaux en de Hongaar Gyula Kellner. Na de start had Lermusiaux, net als op de 1500 m, de leiding genomen, die halverwege de wedstrijd was opgelopen tot een voorsprong van ongeveer drie kilometer op Flack. Rond de drieëntwintigste kilometer kwam de Fransman echter in moeilijkheden, waarna Flack hem korte tijd later voorbij ging. Tot de drieëndertigste kilometer bleef de Australiër vervolgens aan kop, waarna de rustig gestarte, maar gestaag lopende Griek Spiridon Louis zich bij hem voegde. Vier kilometer later schudde de Griek Flack met een lichte tempoververhoging van zich af, waarna de Australiër de controle over zijn krachten kwijtraakte, viel en bewusteloos in een rijtuig moest worden gehesen. Tot dolle vreugde van de Grieken won Spiridon Louis, terwijl Flack door het stadion werd gedragen en door de Griekse prins Nicholas met brandy en een geklutst ei werd getroost.

### Tennis
Alsof dit alles nog niet genoeg was, nam Flack ook nog eens deel aan het tennistoernooi. Hierin behaalde hij, samen met zijn partner George Stuart Robertson, brons in het dubbelspel. Hierbij dient overigens te worden opgemerkt, dat bij deze Olympische Spelen nog geen gouden, zilveren en bronzen medailles werden uitgereikt zoals dat tegenwoordig het geval is. In Athene ontving een winnaar een zilveren medaille en een krans van olijftakken. Wie als tweede eindigde, kreeg alleen een medaille. De derde kreeg niets.

### Latere leven
Na in 1898 te zijn teruggekeerd in Australië en bij het familiebedrijf in Melbourne, kocht Teddy Flack een stuk grond in Berwick, waar hij in zijn vrije tijd Friese koeien fokte. Nooit kwam hij meer voor Australië in wedstrijden uit, maar wel trad hij toe tot het Australisch Olympisch Comité en vertegenwoordigde hij Australië op het allereerste congres van het Internationaal Olympisch Comité.
Flack overleed in 1935 na een operatie in een privékliniek. Hij werd gecremeerd en zijn as werd ter aarde besteld op de begraafplaats van Berwick.
In 1998 werd een bronzen beeld van hem in Berwick onthuld door de vroegere atleet en latere gouverneur van Victoria John Landy. Ook werd Terry Flack in 1996, honderd jaar na de eerste moderne Olympische Spelen, herdacht door middel van een Australische postzegel van 45 cent, met daarop zijn afbeelding.

## Titels
- Olympisch kampioen 800 m - 1896
- Olympisch kampioen 1500 m - 1896
- Australisch kampioen 1 Eng. mijl - 1893

## Persoonlijke records
| Onderdeel   | Prestatie | Jaar |
| ----------- | --------- | ---- |
| 880 yd      | 2.07,0    | 1894 |
| 1 Eng. mijl | 4.38,2    | 1895 |

## Palmares

### Atletiek
800 m
- 1896:  OS - 2.11,0 (in serie 2.10,0 = OR)

1500 m
- 1896:  OS - 4.33,2 (OR)

1 Eng. mijl
- 1893:  - Australische kamp. - 4.44,0

marathon
- 1896: DNF OS

### Tennis
dubbelspel
- 1896:  (samen met George Stuart Robertson)

1896: Teddy Flack ·
1900: Alfred Tysoe ·
1904: Jim Lightbody ·
1908: Mel Sheppard ·
1912: Ted Meredith ·
1920: Albert Hill ·
1924: Douglas Lowe ·
1928: Douglas Lowe ·
1932: Tommy Hampson ·
1936: John Woodruff ·
1948: Mal Whitfield ·
1952: Mal Whitfield ·
1956: Tom Courtney ·
1960: Peter Snell ·
1964: Peter Snell ·
1968: Ralph Doubell ·
1972: Dave Wottle ·
1976: Alberto Juantorena ·
1980: Steve Ovett ·
1984: Joaquim Cruz ·
1988: Paul Ereng ·
1992: William Tanui ·
1996: Vebjørn Rodal ·
2000: Nils Schumann ·
2004: Joeri Borzakovski ·
2008: Wilfred Bungei ·
2012: David Rudisha ·
2016: David Rudisha ·
2020: Emmanuel Korir ·
2024: Emmanuel Wanyonyi
1896: Teddy Flack ·
1900: Charles Bennett ·
1904: Jim Lightbody ·
1908: Mel Sheppard ·
1912: Arnold Jackson ·
1920: Albert Hill ·
1924: Paavo Nurmi ·
1928: Harri Larva ·
1932: Luigi Beccali ·
1936: Jack Lovelock ·
1948: Henry Eriksson ·
1952: Josy Barthel ·
1956: Ron Delany ·
1960: Herb Elliott ·
1964: Peter Snell ·
1968: Kipchoge Keino ·
1972: Pekka Vasala ·
1976: John Walker ·
1980: Sebastian Coe ·
1984: Sebastian Coe ·
1988: Peter Rono ·
1992: Fermín Cacho ·
1996: Noureddine Morceli ·
2000: Noah Ngeny ·
2004: Hicham El Guerrouj ·
2008: Asbel Kiprop ·
2012: Taoufik Makhloufi ·
2016: Matthew Centrowitz ·
2020: Jakob Ingebrigtsen ·
2024: Cole Hocker
- Australian Dictionary of Biography: flack-edwin-harold-6186
- Library of Congress Control Number: n2005039147
- Trove: 1467182
- Virtual International Authority File: 73261457
- WorldCat: E39PBJtmykRP8VC4hDPXhkvT73